# Bóquer
Bóquer és una possessió mallorquina del terme de Pollença, situada entre Albercutx, Síller i el Port de Pollença. Dona nom a l'homònima Vall de Bóquer, que la connecta amb la cala. Destaca per les cases de la possessió i pels nombrosos jaciments arqueològics que es troben per tota la vall, principalment el del Pedret de Bóquer, corresponent a l'antiga ciutat romana de Bócor.

## Geografia
Antigament les terres de la possessió de Bóquer abarcaven un territori més extens, atès que a la part sud està parcel·lada i urbanitzada i forma part del nucli urbà del Port de Pollença. Per una banda limita amb la possessió d'Albercutx per la serra del Puig del Morral, de 353m, i a l'altra banda té la Serra del Cavall Bernat, també d'uns 300m, molt abrupta i que mira a la mar; entre totes dues formen la vall de Bóquer, enclotada i àrida que connecta les cases de la possessió i el Port de Pollença amb Cala Bóquer, a l'altre extrem de la vall. El Torrent de Bóquer porta l'aigua recollida de la vall cap al Port de Pollença.

## Les cases
Les cases de Bóquer estan situades al final de la vall, molt a prop del Port de Pollença, just a la falda de la muntanya. Segons la descripció de l'Arxiduc, estan formades per nombrosos edificis, entre els quals destaca la torre fortificada, amb un fort talús, arc redó i finestres quadrangulars a la part posterior; adossat a la torre hi ha la clastra. A un costat hi ha la casa dels amos, que també tenen una clastra amb una parra. A la façana de la casa dels senyors hi ha l'escut d'armes, sobre una finestra conopial. Davant la casa hi ha un obi per rentar i un safareig alimentat per una síquia que duu aigua de la font de Bóquer. Més enllà hi ha el pou, a l'ombra d'un lledoner.

## Arqueologia
Tota la vall de Bóquer és abundosa en jaciments arqueològics, que van de l'edat del bronze a l'època romana. Més de deu conjunts arqueològics estan catalogats i protegits com a Bé d'Interès Cultural.
Per una banda, destaca l'abundància de naviformes d'habitació. La major part se situen en grups de sis o set al llarg del vessant meridional de la serra del Cavall Bernat. En un conjunt s'han identificat també dos paraments de murada talaiòtica a uns 200m de cota. No gaire lluny hi ha un avenc d'enterrament on els cadàvers eren envoltats d'allò que s'ha interpretat com a ofrenes dins vasos de ceràmica grega).
Per altra banda, el jaciment més interessant de la zona és el del Pedret, que es correspon amb l'antiga ciutat romana de Bócor. Es tracta d'un poblat talaiòtic amb murada, avui força arrasada, que és esmentat per Plini i on s'hi trobà, el 1765 una tabula patronatus que fa referència a la ciutat federada de Bócor. El 1951, després d'un temporal, va aparèixer a la badia de Pollença una altra tabula patronatus també referida a la ciutat de Bócor.
Tot i que en qualque moment del primer mil·lenni la ciutat fou abandonada, la vall no es despoblà, car en època islàmica formava una alqueria, que apareix documentada al Llibre del Repartiment de Mallorca amb el nom de Bucchar.